# Jade Nasogaluak Carpenter
Jade Nasogaluak Carpenter (également connue sous le nom de Kablusiak, née en 1993) est une artiste et conservatrice inuvialuk à Calgary. Elle fait partie du Cercle consultatif autochtone du Musée des beaux arts de Winnipeg et elle est une commissaire invité chargée de programmer les expositions inaugurales du WAG Inuit Art Centre.

## Biographie
Jade Nasogaluak Carpenter est née à Yellowknife, dans les Territoires du Nord-Ouest.
En 2016, elle a obtenu un baccalauréat en beaux-arts en dessin de l'Université de l'Alberta et un diplôme en beaux-arts de l'Université Grant MacEwan. En 2018, elle effectue un stage de recherche au Banff Centre.
Elle crée des sculptures en pierre de savon et des objets remettant en question les idées traditionnelles de l'art inuit. Ses sculptures ont été exposées à la galerie Art Mûr à Montréal dans le cadre de la 4e édition de la Biennale d'art autochtone contemporain.

## Distinctions
Elle reçoit le prix Sobey pour les arts au Musée des beaux-arts du Canada en novembre 2023.